# 密拉特专区

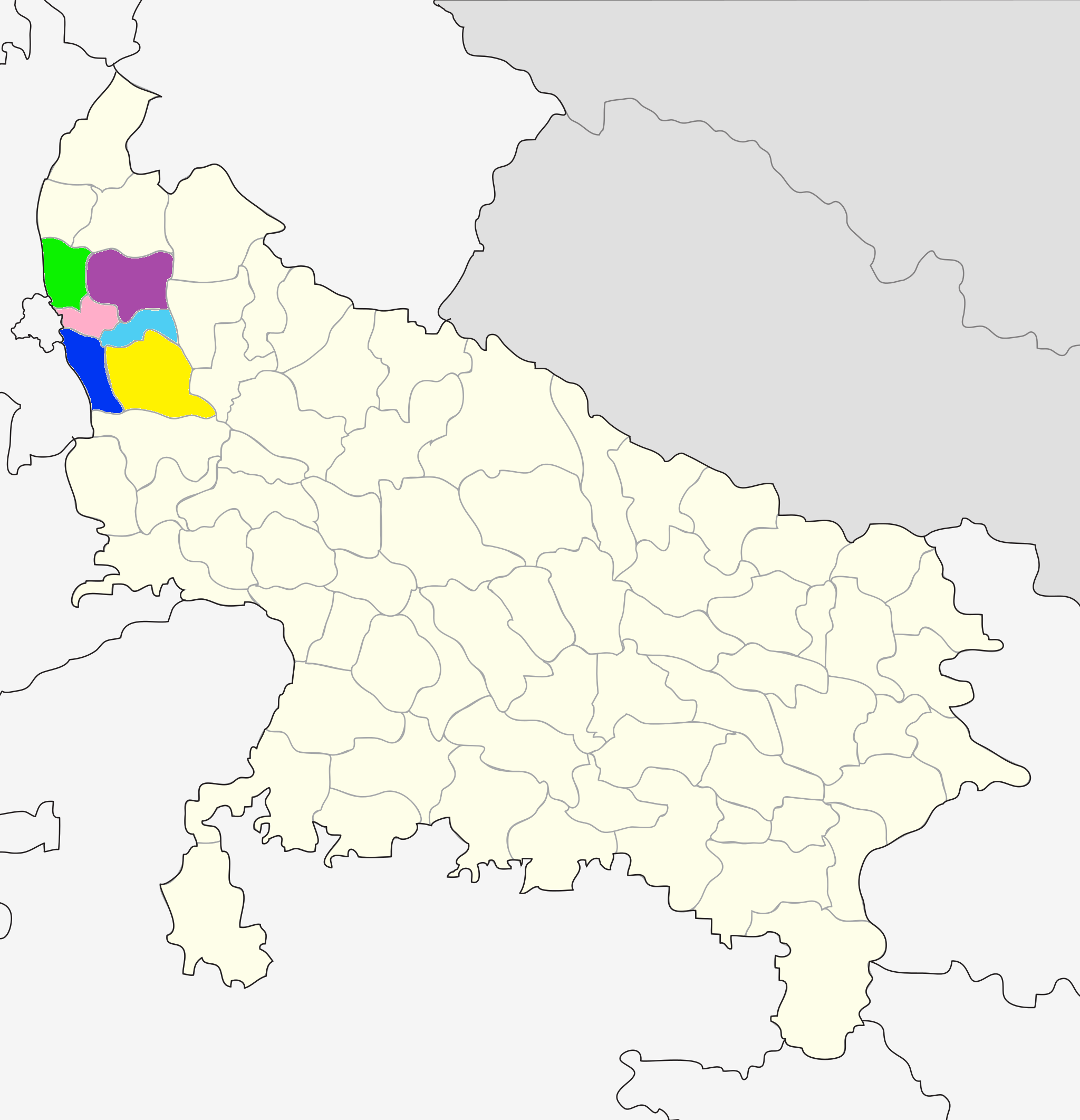
密拉特專區下轄6縣：
巴格帕特县
密拉特县
加兹阿巴德县
哈普尔县
乔达摩菩提那加尔县
布兰德沙哈尔县

密拉特专区（Meerut division）为印度北方邦地方行政地理单位，行政中心驻密拉特市。下辖6县：
- 密拉特县
- 布兰德沙哈尔县
- 乔达摩菩提那加尔县
- 加兹阿巴德县
- 巴格帕特县
- 哈普尔县